# Montgomerys Paar-Korrelation-Vermutung

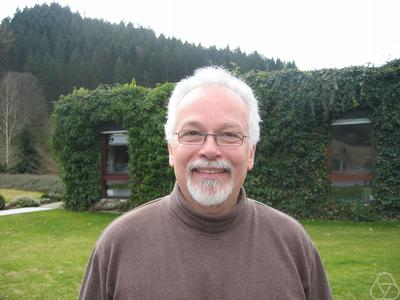
Hugh L. Montgomery beim Workshop: Analytische Zahlentheorie in Oberwolfach, 2008

Montgomerys Paar-Korrelation-Vermutung ist eine Vermutung der Mathematik, welche eine Aussage über die Verteilung der Nullstellen der riemannschen ζ-Funktion auf der kritischen Gerade macht. Die Vermutung verbindet die analytische Zahlentheorie mit der Theorie der Zufallsmatrizen. Sie ist somit Teil der stochastischen Zahlentheorie.
Sie wurde 1973 von Hugh Montgomery aufgestellt. Bei einem Gespräch mit Freeman Dyson fand man heraus, dass es sich um die Paar-Korrelationsfunktion der Eigenwerte von hermitischen Zufallsmatrizen (genauer aus dem gaußschen unitären Ensemble) handelt. Es handelt sich um den {\displaystyle \operatorname {Sine} }-Kern, der bei Betrachtung der Eigenwerte einer unendlich-dimensionaler hermitschen Zufallsmatrix innerhalb der "Bulk"-Region auftaucht (d. h. die Region der Eigenwerte, die sich nicht am Rand des Spektrums befinden).

## Montgomerys Paar-Korrelation-Vermutung
Unter Annahme der riemannschen Vermutung (RH). 
Mit {\displaystyle \rho ={\tfrac {1}{2}}+i\gamma } und {\displaystyle \rho '={\tfrac {1}{2}}+i\gamma '} bezeichne man zwei nicht-triviale Nullstellen der riemannschen ζ-Funktion. {\displaystyle \delta _{0}} bezeichnet das Diracmaß. Die Vermutung lautet:

### Formulierung
Sei {\displaystyle \alpha \leq \beta } fix, dann gilt mit {\displaystyle T\to \infty }
{\displaystyle N(T;\alpha ,\beta )\,\colon =\,\sum _{A}1\,\sim \,\left(\int \limits _{\alpha }^{\beta }\left(1-\left({\frac {\sin(\pi u)}{\pi u}}\right)^{2}\right)\mathrm {d} u+\delta _{0}([\alpha ,\beta ])\right){\frac {T}{2\pi }}\log(T)}
wobei {\displaystyle A=\{(\gamma ,\gamma '):0<\gamma ,\gamma '\leq T{\text{ und }}2\pi \alpha /\log(T)\leq \gamma -\gamma '\leq 2\pi \beta /\log(T)\}} mit Vielfachheiten gezählt, das heißt {\displaystyle N(T;\alpha ,\beta )} ist definiert als die Mächtigkeit dieser Menge.
Die Notation {\displaystyle f\sim g} bedeutet asymptotische Gleichheit, das heißt {\displaystyle \lim _{T\to \infty }{\tfrac {f(T)}{g(T)}}=1}.

#### Alternative Formulierung
Sei {\displaystyle \alpha \leq \beta } fix. Seien {\displaystyle {\hat {\gamma }}_{j}} skalierte Imaginärteile der Nullstellen, i.e. {\displaystyle {\hat {\gamma }}_{j}={\tfrac {\gamma _{j}\log(\gamma _{j})}{2\pi }}}, dann gilt (für die Paare)
{\displaystyle \lim \limits _{n\to \infty }{\frac {\#{\Big \{}(j_{1},j_{2}):1\leq j_{1},j_{2}\leq n,\alpha <{\hat {\gamma }}_{j_{1}}-{\hat {\gamma }}_{j_{2}}<\beta {\Big \}}}{n}}=\int \limits _{\alpha }^{\beta }\left(1-\left({\frac {\sin(\pi u)}{\pi u}}\right)^{2}\right)\mathrm {d} u.}

### Erläuterungen
Der Faktor {\displaystyle {\tfrac {T}{2\pi }}\log(T)} stammt von der Riemann-von-Mangoldt-Formel für die Anzahl der Nullstellen der Zeta-Funktion
{\displaystyle N(T)=\sum \limits _{0<\gamma \leq T}1\sim {\frac {T}{2\pi }}\log(T),\quad T\to \infty .}
Eine Interpretation des Ausdruckes ist, dass bis zur Höhe {\displaystyle T} die Nullstellen einen asymptotischen Durchschnittsabstand von {\displaystyle {\tfrac {T}{2\pi }}\log(T)} haben.

### Herleitung durch Montgomery
Montgomery studierte die Funktion
{\displaystyle F(\alpha )=F_{T}(\alpha )=\left({\frac {T}{2\pi }}\log(T)\right)^{-1}\sum \limits _{0<\gamma ,\gamma '\leq T}T^{i\alpha (\gamma -\gamma ')}w(\gamma -\gamma ')}
für {\displaystyle T>2} wobei {\displaystyle \alpha \in \mathbb {R} } und {\displaystyle w(u)={\tfrac {4}{(4+u^{2})}}} eine Gewichtsfunktion ist, die nur aus rechnerischen Gründen eingeführt wurde.
Durch Anwendung der inversen Fourier-Transformation auf eine Testfunktion {\displaystyle g\in L^{1}} kann der Ausdruck umgeformt werden zu
{\displaystyle \sum \limits _{0<\gamma ,\gamma '\leq T}g\left((\gamma -\gamma '){\frac {\log T}{2\pi }}\right)w(\gamma -\gamma ')=\left({\frac {T}{2\pi }}\log(T)\right)\int _{-\infty }^{\infty }{\widehat {g}}(\alpha )F(\alpha )\mathrm {d} \alpha }
wobei der Faktor {\displaystyle w(\gamma -\gamma ')} wenig beiträgt und ignoriert werden kann.

#### Montgomerys Theorem
Montgomery bewies unter der Annahme der RH, dass für {\displaystyle |\alpha |\leq 1} die Funktion gleichmäßig konvergiert
{\displaystyle F(\alpha )=T^{-2|\alpha |}\log(T)(1+{\mathcal {o}}(1))+|\alpha |+{\mathcal {o}}(1),\quad T\to \infty .}

#### Montgomerys F(α)-Vermutung
Montgomery stellte basierend auf zahlentheoretischer Argumentation die F({\displaystyle \alpha })-Vermutung auf, dass für {\displaystyle |\alpha |>1}
{\displaystyle F(\alpha )=1+{\mathcal {o}}(1),\quad T\to \infty .}
Die Vermutung wird auch Starke Paar-Korrelation-Vermutung genannt.
Kombinierte man nun alle Schritte, lässt sich die Paar-Korrelation-Vermutung herleiten.
Montgomerys Theorem hat interessante Konsequenzen für die Nullstellen der Zeta-Funktion. Es lässt sich zeigen, dass mindestens {\displaystyle 2/3} aller kritischen Nullstellen einfach sind
{\displaystyle N_{s}(T):=\#\{0<\gamma \leq T\colon \;\zeta (1/2+i\gamma )=0,\;1/2+i\gamma \;\;{\text{simple}}\}\geq \left({\frac {2}{3}}+{\mathcal {o}}(1)\right)N(T).}
Roger Heath-Brown und Hung M. Bui haben die Grenze mittlerweile auf {\displaystyle N_{s}(T)\geq 19/27} erhöht.
Wenn Montgomerys F({\displaystyle \alpha })-Vermutung wahr ist (unter der Annahme der RH), dann sind fast alle kritischen Nullstellen einfach
{\displaystyle \lim \limits _{T\to \infty }{\frac {2\pi }{T\log T}}\sum \limits _{0<\gamma \leq T}m_{p}=1}
wobei {\displaystyle \{m_{p}\}} die Vielfachheiten der Nullstellen {\displaystyle \{p={\tfrac {1}{2}}+i\gamma \}} bezeichnet. Das heißt, es gibt kritische Nullstellen, die sehr nahe beieinander sind
{\displaystyle \liminf \limits _{n\to \infty }(\gamma _{n+1}-\gamma _{n}){\frac {\log \gamma _{n}}{2\pi }}=0.}

## Evidenz
Andrew Odlyzko berechnete numerisch {\displaystyle 10^{5}} nicht-triviale Nullstellen der riemannsche ζ-Funktion, deren Verteilung sich der Paar-Korrelationsfunktion des gaußschen unitären Ensemble näherte.

## Hilbert-Pólya Vermutung
In einem Brief von Andrew Odlyzko an George Pólya fragte er diesen, ob es einen physikalischen Grund gäbe, warum die Riemmanische Vermutung wahr sein sollte. Pólya antwortete ihm, dass ihm in Göttingen in der Zeit zwischen 1912 und 1914 von Edmund Landau dieselbe Frage gestellt worden sei. Er gab diesem damals die Antwort, dass er vermutet, dass die Imaginärteile der Nullstellen der riemannschen ζ-Funktion an der Stelle {\displaystyle \rho ={\tfrac {1}{2}}+i\gamma } mit den Eigenwerten eines selbstadjungierten Operators übereinstimmen.
Durch Montgomerys Paar-Korrelation-Vermutung bekam diese Vermutung über die Eigenwerte einer Matrix aus dem gaußschen unitären Ensemble eine solide Basis zu einem möglichen Lösungsansatz der riemannschen Vermutung.